# ماي ألدن وارد
ماي ألدن وارد (بالإنجليزية: May Alden Ward)‏ هي كاتِبة أمريكية، ولدت في 1853، وتوفيت في 1918.